# Kozłowo (gemeente)
De gemeente Kozłowo is een landgemeente in het Poolse woiwodschap Ermland-Mazurië, in powiat Nidzicki.
De zetel van de gemeente is in Kozłowo.
Op 30 juni 2004 telde de gemeente 6116 inwoners.

## Oppervlakte gegevens
In 2002 bedroeg de totale oppervlakte van gemeente Kozłowo 254,01 km², waarvan:
- agrarisch gebied: 76%
- bossen: 12%

De gemeente beslaat 26,44% van de totale oppervlakte van de powiat.

## Demografie
Stand op 30 juni 2004:
| Omschrijving                   | Totaal | Totaal | Vrouwen | Vrouwen | Mannen | Mannen |
| ------------------------------ | ------ | ------ | ------- | ------- | ------ | ------ |
| eenheid                        | aantal | %      | aantal  | %       | aantal | %      |
| inwoners                       | 6116   | 100    | 3041    | 49,7    | 3075   | 50,3   |
| bevolkingsdichtheid (inw./km²) | 24,1   | 24,1   | 12      | 12      | 12,1   | 12,1   |

In 2002 bedroeg het gemiddelde inkomen per inwoner 1253,92 zł.

## Administratieve plaatsen (sołectwo)
Bartki, Browina, Cebulki, Dziurdziewo, Górowo, Kozłowo, Krokowo, Michałki, Niedanowo, Pielgrzymowo, Rogóż, Sarnowo, Siemianowo, Sławka Mała, Sławka Wielka, Szkotowo, Szkudaj, Szymany, Turowo, Turówko, Ważyny, Wierzbowo, Wola, Zabłocie Kozłowskie, Zaborowo, Zakrzewo (2 sołectwa), Zalesie.
Zonder de status sołectwo : Zakrzewko.

## Aangrenzende gemeenten
Dąbrówno, Działdowo, Grunwald, Iłowo-Osada, Janowiec Kościelny, Nidzica, Olsztynek